# Radu Drăgușin
Radu Matei Drăgușin (* 3. února 2002 Bukurešť) je rumunský profesionální fotbalista, který hraje na pozici středního obránce za anglický klub Tottenham Hotspur FC a za rumunský národní tým.

## Klubová kariéra
Drăgușin zahájil svou seniorskou kariéru v roce 2020 v rezervě italského klubu Juventus a ještě téhož roku si v 18 letech odbyl debut v A-týmu pod trenérem Andreou Pirlem.
V turínském klubu se ale nedokázal prosadit do základní sestavy, a tak v létě 2021 odešel na půlroční hostování do Sampdorie. V polovině sezóny se přesunul na půlroční hostování do jiného italského prvoligového klubu, a to do Salernitany.
Sezónu 2022/23 pak strávil na ročním hostování s opcí v druholigovém Janově, se kterým dokázal postoupit do nejvyšší italské soutěže, a v létě 2023 přestoupil do Janova na trvalo.
Během sezóny 2023/24 se Drăgușin stal jedním z nejžádanějších mladých stoperů v Evropě a v prosinci 2023 o něj velmi stál anglický Tottenham Hotspur.
I přes zájem německého Bayernu Mnichov se Drăgușin rozhodl přestoupit v lednu 2024 do Tottenhamu Hotspur za částku okolo 30 milionů euro.

## Reprezentační kariéra
Na reprezentační scéně odehrál Drăgușin jedno utkání za rumunskou jednadvacítku na mistrovství Evropy 2021. V následujícím roce si odbyl svůj debut v seniorské reprezentaci, a to v přátelském utkání s Řeckem (prohra 0:1).

## Úspěchy

### Juventus
- Coppa Italia: 2020/2021
- Supercoppa italiana: 2020

### Tottenham Hotspur
- Evropská liga UEFA: 2024/25